# Тергуд Маршал
Тергуд Маршал (енгл. Thurgood Marshall; Балтимор, Мериленд, САД, 2. јул 1908 — Бетесда, Мериленд, 24. јануар 1993) је био амерички адвокат који је служио као придружени судија Врховног суда Сједињених Америчких Држава. Маршал је био први Афроамериканац на положају придруженог судије.
Пре него што је постао судија, био је адвокат који је остао упамћен по високом проценту добијених предмета пред Врховним судом, укључујући и победу у процесу Браун против Одбора за образовање. Појављивао се пред Врховним судом више него било који други адвокат у историји.
Председник САД Линдон Џонсон именовао је Тургуда Маршала у Врховни суд након повлачења судије Тома Кларка. Његово именовање је потврђено у Сенату гласовима 69 сенатора, док је 11 било против. Маршал је остао у Суду 24 године. Припадао је либералном крилу, а његов највећи савезник у Суду је био Вилијам Џ. Бренан. Њих двојица су ретко гласали различито, а жестоко су се противили смртној казни.
Године 1991. објавио је да се повлачи из Суда, иако је био незадовољан што ће његову замену бирати Џорџ Х. В. Буш. Буш је на крају именовао Кларенса Томаса за новог придруженог судију.